# شورای اقتصاد ملی
شورای اقتصاد ملی (انگلیسی: National Economic Council) ایالات متحده آمریکا ارگان اصلی سیاست‌های اقتصادی و دیپلماتیک رئیس‌جمهور ایالات متحده آمریکا است؛ که خارج از چارچوب سیاست‌های اقتصادی داخلی و امور مربوط به آن که در شورای سیاست‌گذاری داخلی دنبال می‌شود را در بر می‌گیرد. این شورا بخشی از سیاست‌های کاخ سفید را تعیین می‌کند و در برگیرنده دفاتر شورای اقتصاد ملی و سایر دوائر است. مدیر این بخش NEC مشاور سیاست‌های اقتصادی رئیس‌جمهور و مدیر شورای اقتصاد ملی است.NEC متمایز از شورای مشاوران اقتصادی که در سال ۱۹۴۶ بنیاد گذاشته شد، عمل می‌کند.

## فهرست مدیران شورای اقتصاد ملی
| تصویر | نام | نام             | شروع دوره         | اتمام دوره        | رئیس‌جمهور | رئیس‌جمهور       |
| ----- | --- | --------------- | ----------------- | ----------------- | --------- | --------------- |
|       |     | رابرت رابین     | ۲۵ ژانویه ۱۹۹۳    | ۱۱ ژانویه ۱۹۹۵    |           | بیل کلینتون     |
|       |     | لورا تایسون     | ۲۱ فوریه ۱۹۹۵     | ۱۲ دسامبر ۱۹۹۶    |           | بیل کلینتون     |
|       |     | ژن اسپرلینگ     | ۱۲ دسامبر ۱۹۹۶    | ۲۰ ژانویه ۲۰۰۱    |           | بیل کلینتون     |
|       |     | Larry Lindsey   | January 20, 2001  | December 12, 2002 |           | جرج دابلیو. بوش |
|       |     | Steve Friedman  | December 12, 2002 | January 10, 2005  |           | جرج دابلیو. بوش |
|       |     | Allan Hubbard   | January 10, 2005  | November 28, 2007 |           | جرج دابلیو. بوش |
|       |     | Keith Hennessey | November 28, 2007 | January 20, 2009  |           | جرج دابلیو. بوش |
|       |     | لارنس سامرز     | ۲۰ ژانویه ۲۰۰۹    | ۲۰ ژانویه ۲۰۱۱    |           | باراک اوباما    |
|       |     | Gene Sperling   | ۲۰ ژانویه ۲۰۱۱    | ۵ مارس ۲۰۱۴       |           | باراک اوباما    |
|       |     | جف زینتس        | ۵ مارس ۲۰۱۴       | ۲۰ ژانویه ۲۰۱۷    |           | باراک اوباما    |
|       |     | گری کون         | ۲۰ ژانویه ۲۰۱۷    | ۲ آوریل ۲۰۱۸      |           | دونالد ترامپ    |
|       |     | لری کادلو       | ۲ آوریل ۲۰۱۸      | ۲۰ ژانویه ۲۰۲۱    |           | دونالد ترامپ    |
|       |     | برایان دیز      | ۲۰ ژانویه ۲۰۲۱    | ۲۱ فوریه ۲۰۲۳     |           | جو بایدن        |
|       |     | لایل براینارد   | ۲۱ فوریه ۲۰۲۳     | ۲۰ ژانویه ۲۰۲۵    |           | جو بایدن        |